# Parole parole
«Parole parole» (с итал. — «Слова, слова») — песня, написанная Лео Кьоссо, Джанкарло Дель Ре и Джанни Феррио. Первыми исполнили песню в 1972 году итальянская певица Мина и актёр Альберто Лупо.

## О песне
Текст песни был написан Лео Кьоссо и Джанкарло Дель Ре, авторами итальянского музыкального телешоу «Teatro 10». Музыку и партитуру написал Джанни Феррио, дирижёр оркестра всё того же шоу. Весной 1972 года песня впервые была исполнена, она стала заключительным номером восьмого выпуска «Teatro 10». Песня представляет собой диалог — пение Мины и декламация Альберто Лупо. Пародийную версию песни той же весной 1972 года Мина исполнила с Адриано Челентано в одном из выпусков «Teatro 10».
Как сингл песня была выпущена в апреле 1972 года, она стала бестселлером и одним из главных хитов Мины.
В 2007 году Мина для альбома Todavía перезаписала песню на испанском языке совместно с Хавьером Санетти.

## Чарты

### Еженедельные чарты
| Чарт (1972)              | Высшая позиция |
| ------------------------ | -------------- |
| Италия (Musica e dischi) | 1              |

### Годовые чарты
| Чарт (1972)              | Позиция |
| ------------------------ | ------- |
| Италия (Musica e dischi) | 17      |

## Сертификации и продажи
| Регион                                                       | Сертификация | Продажи |
| ------------------------------------------------------------ | ------------ | ------- |
| Италия (FIMI)                                                | Золотой      | 35 000* |
| * Данные о продажах приведены только на основе сертификации. |              |         |

## Версия Далиды и Алена Делона
В 1973 году французская певица Далида записывает кавер-версию песни на французском языке совместно с актёром Аленом Делоном. Французскую версию написала египетская певица Жаклин Самуда, больше известная под псевдонимом Michaële. Запись прошла в октябре 1972 года, а выпущена песня была в начале 1973 года как сингл. Позднее песня войдёт в альбом Далиды Julien.
Песня достигла десятого места в сингловом чарте Франции, продажи в первый год превысили двести тысяч копий. Также песня вошла в топ-3 чартов Мексики, Португалии и Японии.
Поскольку Ален Делон был задействован на съёмках фильмов заграницей, то Далида исполняла песню сольно с использованием фонограммы Делона, также в разное время с певицей эту песню исполняли различные французские актёры.
В 1974 году Далида записывает немецкую версию песни под названием «Worte nur Worte».

### Чарты
| Чарт (1973)                    | Высшая позиция |
| ------------------------------ | -------------- |
| Бельгия/Фландрия (Ultratop 50) | 10             |
| Бельгия/Валлония (Ultratop 50) | 4              |
| Франция (SNEP)                 | 10             |
| Япония (Oricon)                | 28             |
| Люксембург (RTL)               | 4              |
| Мексика                        | 3              |
| Португалия (GPPFV)             | 3              |
| Турция                         | 3              |

## Другие кавер-версии

### На итальянском языке
- 1988 — Анна Окса и Энрико Монтесано
- 2010 — Никколо Фаби и Мина
- 2010 — Анастасия Стоцкая и Алексей Леденёв
- 2014 — Мондо Марчо
- 2014 — Клаудия Джерини и Джиджи Пройетти
- 2015 — Клаудия Арвати и Фрэнки Ловечио

### На французском языке
- 1973 — Далида и Жан Галлан
- 1973 — Шарло
- 1996 — Ален Делон и Селин Дион
- 2003[9] — Аманда Лир и Титофф
- 2005 — Žofka (Матиам Руссо и Михаэль Рикар)
- 2009 — Наташа Урбаньска
- 2009 — Стелла Джанни и Ален Делон
- 2019 — Зара и Жерар Депардьё

### На португальском языке
- 1972 — Майса и Раул Кортес («Palavras palavras»)
- 1972 — Тонича и Жуан Перри («Parole Parole»)
- 2009 — Агата Витор Эспадинья («Promessas Promessas»)

### На немецком языке
- 1973 — Далида и Фридрих Шюттер («Worte nur Worte»)
- 1983 — Далида и Харальд Юнке («Worte nur Worte»)
- 2010 — Вики Леандрос и Бен Беккер («Gerede Gerede»)

### На нидерландском языке
- 1972 — Николь и Хьюго («Die woorden die woorden»)
- 1972 — Лисбет Лист и Рамзес Шаффи («Gebabbel»)

### На испанском языке
- 1972 — Кармен Севилья и Франсиско Рабаль
- 2007 — Мина и Хавьер Санетти («Parole parole»)

### На русском языке
- 2003 — Светлана Светикова и Гоша Куценко («Слова, слова»; на русском языке)
- 2009 — Теона Дольникова и Гоша Куценко («Слова, слова»; на русском языке)

### Прочие версии
- 1973 — Акико Накамура и Тосиюки Хосокава («Amai Sasayaki»; на японском языке)
- 1975 — Ажда Пеккан («Palavra Palavra»; на турецком языке)
- 1982 — Эльда Вильдер и Борис Кавацца («Besede Besede»; на словенском языке)
- 1991 — Ксенья Эркер и Реля Башич («Parole parole»; на хорватском языке)
- 1992 — Маринелла и Костас Спиропулюс («Kouvedes»; на греческом языке)
- 2014 — Флора Керимова и Агиль Гулиев («Unutma unutma»; на азербайджанском)